# Tinea eriochrysa
Tinea eriochrysa is een vlinder uit de familie van de echte motten (Tineidae). De wetenschappelijke naam van de soort werd in 1932 gepubliceerd door Edward Meyrick. De soort komt voor in Brazilië.